# Hambacher Höhe
Die Hambacher Höhe ist ein Stadtviertel der pfälzischen Stadt Neustadt an der Weinstraße in Rheinland-Pfalz.

## Geographische Lage
Das noble Wohngebiet liegt auf 180 bis 210 m ü. NHN Höhe südwestlich des Stadtkerns am Nordosthang des 490 m hohen Nollenkopfs samt seinem 322 Meter hohen Ostläufer Nollensattel und südlich des Speyerbachtals, das sich dort zum Hügelland an der Deutschen Weinstraße und zur Rheinebene hin öffnet.

## Geschichte
Der Name stammt vom benachbarten und mittlerweile nach Neustadt eingemeindeten Winzerdorf Hambach, dessen gleichnamiges Schloss seit dem Hambacher Fest von 1832 als deutsches Freiheitssymbol gilt.

## Bauwerke
Am westlichen Rand des Siedlungsgebiets befindet sich das Herz-Jesu-Kloster.

## Persönlichkeiten
- Alfons Zeileis (1887–1963), Maler und Kunstpädagoge, lebte von 1951 bis 1955 vor Ort